# الرویس (قطر)
الرویس (به عربی: الرویس) شهری است که در شهرداری الشمال در کشور قطر واقع شده‌است. جمعیت این شهر ۴٫۹۹۶ نفر است.